# Отпечаток (фильм)
«Отпеча́ток», «Клеймо» (англ. Imprint) — заключительная серия первого сезона сериала «Мастера ужасов». Режиссёром новеллы выступил Такаси Миикэ. Серия была выпущена в 2006 году. Она повествует о девушке с изуродованным лицом, вынужденной продавать своё тело. Одну из главных ролей в фильме сыграл Билли Драго.

## Сюжет
Новелла начинается с того, что американец (Билли Драго) отправляется в Японию в поисках любимой женщины по имени Камомо. Странник вспоминает свою историю. Когда-то давно этот странник познакомился с девушкой, в которую сильно и искренне влюбился, однако он был вынужден покинуть страну и вернуться в Америку. Перед отъездом он пообещал возлюбленной, что вернётся за ней, однако по его возвращении девушки там уже не было. Камомо работала проституткой и была перепродана в бордель, в котором происходят все основные события фильма. Попав на остров, приезжий снимает на ночь женщину с изуродованным лицом, давно проданную в этот самый бордель. Она сообщает ему, что Камомо покончила жизнь самоубийством.
Далее сюжет составляют рассказы проститутки, отданной на ночь американцу. Она много врёт перед тем, как рассказать пришельцу шокирующую правду о себе и смерти его возлюбленной. Первоначальная версия её рассказа передавала ужасающие муки и приобретённые увечья Камомо, нанесённые ей в результате вспышки ненависти у хозяйки публичного дома. По рассказу женщины, Камомо ненавидели все жители борделя, и выдумали историю с потерей дорогого нефритового кольца хозяйки, дабы наказать девушку и отыграться на ней за всё, что когда-либо испытали сами. Её жестоко истязали, загоняя иглы под ногти и в десны, прижигая кожу раскалёнными кольями. Поскольку никакого отношения к воровству она не имела, то не созналась в преступлении, после чего повесилась, не в силах вынести истязаний. Но рассказ не удовлетворил американца, он продолжал требовать правдивого рассказа. Тогда женщина добавила, что именно она украла это кольцо и впоследствии задушила Камомо, чтобы спасти её бессмертную душу путём земных мучений. Однако пришелец не поверил и этому. Тогда к уже рассказанному ранее она добавила много новых фактов, раскрыв страннику свою историю.
Родители проститутки были нищими бродягами и, найдя однажды поселение бедняков, остались там. Их отношения усугубляло то, что они были друг другу кровными родственниками — братом и сестрой, поэтому дочь родилась с видимыми отклонениями. Если быть точным — родилось две девочки. Они были сиамскими близнецами. Однако одна из сестёр находилась на черепе у другой и имела всего лишь голову и кисть руки. Об этой особенности знала только она сама и её мать, которая сначала попыталась избавиться от ребёнка, но, обнаружив её спустя два дня на берегу реки, решила воспитывать её. Мать ребёнка делала аборты и приучила дочь помогать ей. В детстве девочка была изнасилована отцом и буддийским священником. Глубоко оскорблённая поступком отца, она убила его, когда напившись в очередной раз он пошёл к реке для справления естественных нужд. После этого мать продала её в публичный дом. Она сменила много борделей перед тем, как попасть в тот, где она встретила Камомо. Дальше произошла уже известная история, за исключением того, что пошла женщина на всё это из-за прихоти своей сестры-близняшки, пожелавшей нефритовое кольцо хозяйки.
Проститутка демонстрирует американцу свою сестру, то самое кольцо, а самое главное — свою демоническую сущность, после чего напуганный странник убивает её прямо выстрелом в голову из пистолета. Заканчивается серия сценой в тюрьме, куда посадили новоиспечённого убийцу.